# كاثرين ميلز
كاثرين ميلز (بالإنجليزية: Katherine Mills)‏ هي ساحرة استعراضية بريطانية، ولدت في 1983 في إنجلترا في المملكة المتحدة.

## وصلات خارجية
- كاثرين ميلز على موقع IMDb (الإنجليزية)